# Can Bonomo
Can Bonomo (Esmirna, 16 de maig de 1987) és un cantant turc de música rock.
Fill d'una familia jueva sefardita, va néixer a Esmirna. Salta a la fama quan la TRT l'escull per a representar a Turquia al Festival de la Cançó d'Eurovisió 2012. Representà Turquia a Bakú amb la cançó Love Me Back i aconseguí el 7e lloc, amb 112 punts.